# Comuna Grožnjan, Istria
Grožnjan (în italiană Grisignana) este o comună în cantonul Istria, Croația, având o populație de 736 de locuitori (2011).

## Demografie
Componența etnică a comunei Grožnjan
     Italieni (39,4%)
     Croați (29,62%)
     Sloveni (2,17%)
     Sârbi (1,22%)
     Necunoscut (6,93%)
     Neclasificat (20,11%)
Componența confesională a comunei Grožnjan
     Catolici (86,55%)
     Fără religie și atei (3,53%)
     Ortodocși (1,77%)
     Necunoscută (6,52%)
     Alte religii (1,63%)
Conform recensământului din 2011, comuna Grožnjan avea 736 de locuitori. Majoritatea relativă a locuitorilor este formată din italieni (39,4%), urmați de croați (29,62%), afiliați regional (18,21%), sloveni (2,17%) și sârbi (1,22%). Apartenența etnică nu este cunoscută în cazul a 6,93% din locuitori. Din punct de vedere confesional majoritatea locuitorilor (86,55%) erau catolici, existând și minorități de persoane fără religie și atei (3,53%) și ortodocși (1,77%). Pentru 6,52% din locuitori nu este cunoscută apartenența confesională.